# Guadasequies
Guadasequies (oficialmente y en valenciano Guadasséquies) es un municipio al sur de la provincia de Valencia, en la Comunidad Valenciana, España, perteneciente a la comarca del Valle de Albaida. Cuenta con una población de 468 habitantes (INE 2024).

## Geografía

Localización en el Valle de Albaida

Integrado en la comarca de Valle de Albaida, se sitúa a 82 kilómetros de Valencia. El término municipal está atravesado por la carretera autonómica CV-620 (antigua N-340 entre los pK 831 y 832) y por una carretera local que conecta con Sempere. El terreno es llano, aunque con ondulaciones entre las que destacan el monte de La Serreta, el cerro de Molló y la loma de Casa Marau. Por el este pasa el río Albaida, que represa sus aguas en el embalse de Bellús. La altitud oscila entre los 205 m al noroeste y los 150 m en el embalse de Bellús. El pueblo se alza a 155 m sobre el nivel del mar.

### Localidades limítrofes
| Noroeste: Xátiva (exclave) | Norte: Bellús            | Noreste: Bellús  |
| Oeste: Ollería y Alfarrasí |                          | Este: Sempere    |
| Suroeste: Alfarrasí        | Sur: Alfarrasí y Sempere | Sureste: Sempere |

## Historia
En el camino de Játiva se han encontrado restos de vasijas de terra sigilata, y en el paraje del Carasol o la Redonda existen vestigios de una villa romana. No aparece en el "Llibre del Repartiment" de la conquista de Jaime I de Aragón, pero en 1353 fue adquirida por Bernat Ferrer la antigua alquería árabe, origen de la población, por compra a Pedro el Ceremonioso. En el siglo XVI poseía el señorío Ramón Sanz de la Llosa y San Ramón; pasó luego a los Cruilles y últimamente a los marqueses de Mirasol, hasta la abolición de los señoríos en el siglo XIX. Perteneció a Játiva y a la gobernación del Júcar hasta 1707, luego pasaría a formar parte de la Provincia de Játiva hasta 1833 cuando se independizó como municipio en el contexto de la nueva división territorial de España..

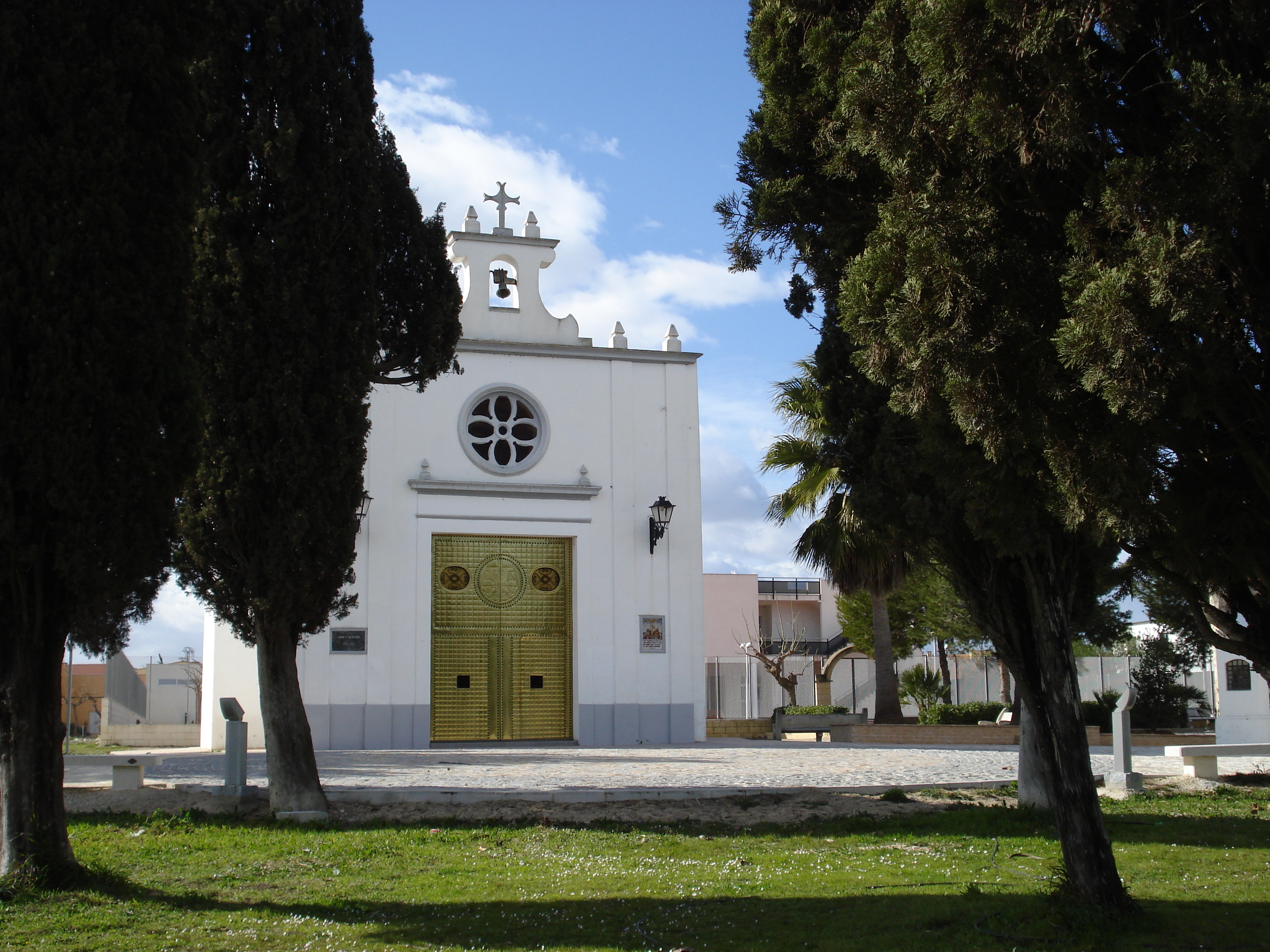
Ermita del Cristo del Amparo.
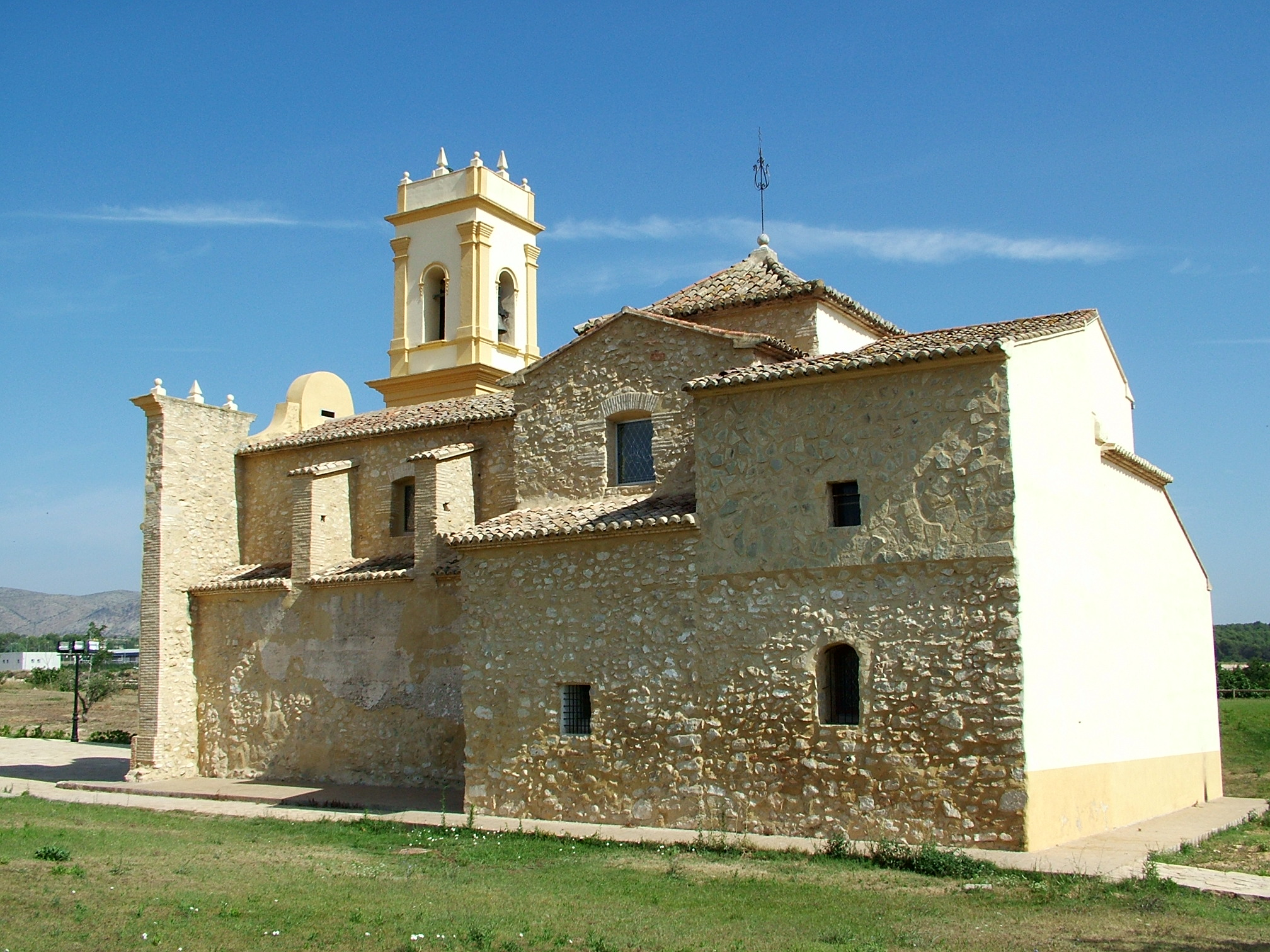
Iglesia Nuestra Señora de la Esperanza.

## Demografía
Guadasequies cuenta con una población de 468 habitantes (INE 2024).
| Gráfica de evolución demográfica de Guadasequies entre 1842 y 2021                                                  |
| |
| Población de derecho según los censos de población del INE Población de hecho según los censos de población del INE |

El poblamiento actual tuvo su origen en las alquerías islámicas de Benimantell y Wad as-Sákkar ("el río ebrio"). La primera se despobló en el siglo XIV; la segunda es la actual Guadasequies, que subsistiría como localidad morisca, hasta la expulsión de todos sus habitantes, unas 30 familias, en 1609 por el decreto de expulsión de los moriscos, en tiempos de Felipe III. Repoblada por cristianos de Játiva (23 hogares en 1646), se desarrollaría muy lentamente hasta alcanzar las 52 familias de 1792, los 325 habitantes de 1900 y los 385 de 1940.

## Economía
Mayormente industrial, con dos polígonos industriales en los que predomina la producción de químicos y fertilizantes, los plásticos, el textil e industrias menores diversificadas.
La producción agraria es de regadío y secano. De regadío, gracias a las aguas del río Albaida se produce trigo, maíz, hortalizas y frutales. El secano corresponde al viñedo, el olivar, el almendro y otros frutales.

## Administración y política
| Periodo   | Nombre                       | Partido   |
| --------- | ---------------------------- | --------- |
| 1979-1983 | Santiago Julià Jornet        | UCD       |
| 1983-1987 | Alfonso Vallés Esparza       | PDP       |
| 1987-1991 | Alfonso Vallés Esparza       | UV        |
| 1991-1995 | Vicente Castelló Ferrando    | UV        |
| 1995-1999 | Vicente Castelló Ferrando    | PSPV-PSOE |
| 1999-2003 | Carmen Vidal Vallés          | PP        |
| 2003-2007 | Carmen Vidal Vallés          | PP        |
| 2007-2011 | Carmen Vidal Vallés          | PP        |
| 2011-2015 | Carmen Vidal Vallés          | PP        |
| 2015-2019 | Carmen Vidal Vallés          | PP        |
| 2019-2023 | Virginia Contreras Caballero | PP        |
| 2023-act. | Virginia Contreras Caballero | PP        |

## Monumentos y parajes
- Antigua Iglesia-Museo parroquial. Data del siglo XVIII y está dedicada a la Virgen de la Esperanza. Completamente restaurada y con un bello entorno natural.
- Ermita del Cristo. Data de 1906 en substitución de la antigua. En ella se guarda el lienzo del Cristo del Amparo del siglo XVII.
- Zona Embalse de Bellús. Se construyó en el año 1995 en el cauce del río Albaida formando una laguna artificial con una flora y fauna autóctona singular.

## Fiestas locales
- Fiestas Patronales. En honor a S. Roque, la Virgen de la Esperanza y el Cristo del Amparo. Se celebran entre el primer y segundo fin de semana de agosto con verbenas, cenas populares en la plaza, procesiones y desfile humorístico.
- Fiesta de la Virgen de la Esperanza. Se celebran el 18 de diciembre con el encendido de una hoguera junto a la antigua iglesia y posterior cena popular alrededor de esta. Actos dedicados en especial a los mayores de la población.
- Fiesta de San Antonio Abad. El fin de semana más cercano que al 17 de enero (día de Antonio Abad), se realiza una hoguera con cena popular, procesión, bendición de animales, y juegos infantiles durante todo el día.